# День мертвих

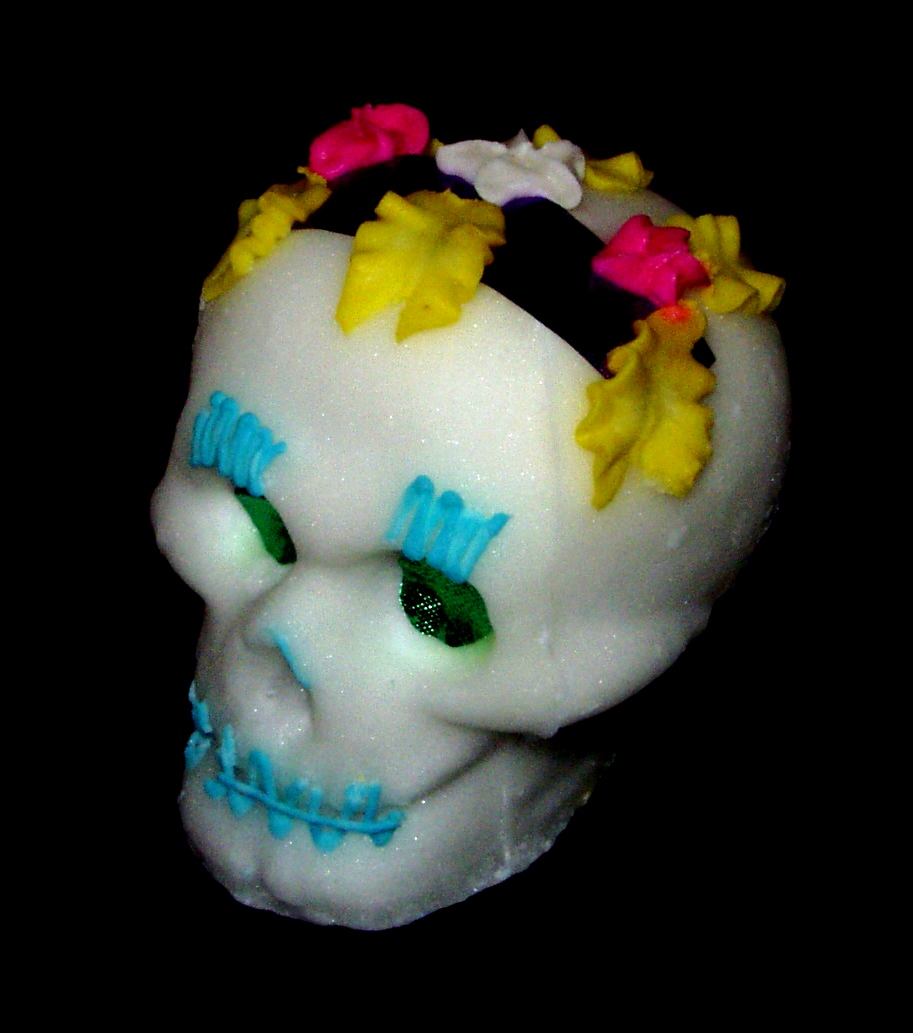
«Цукрова калавера» — кондитерський виріб у формі черепа, зроблений з цукру, шоколаду і щириці.

День мертвих (День мерців, ісп. El Día de Muertos) — свято, що святкується у Мексиці та меншою мірою в деяких інших іспаномовних країнах та країнах зі значною мексиканською діаспорою (наприклад, у США, Гватемалі, Гондурасі тощо). Святкування, як правило, відбувається в кінці жовтня на початку листопада та пов'язане із католицьким святом Дня всіх святих, що також святкується у ці дні. Традиції свята охоплюють побудову вівтарів на честь померлих, які прикрашають фігурками калавера (черепів), зокрема цукрових, квітами нагідками та різними стравами й напоями. Свято вшановує тимчасове повернення на Землю померлих родичів і близьких.
На думку вчених, це свято має коріння у доколумбівському минулому народів центральної Америки, яке нараховує тисячі років. Подібні свята відзначалися також у культурі Ацтеків під час фестивалю, присвяченому міфічній богині мерців Міктекакіуатль. Крім мексиканської культури, свято Дня мерців відмічається у декількох інших культурах в Латинській Америці, Азії та Європі. Це свято у Мексиці має глибоке історичне коріння і багате культурне підґрунтя.
У 2003 році свято було внесено ЮНЕСКО до списку нематеріальної культурної спадщини людства.

## День мерців у Мексиці

### Походження Дня мерців

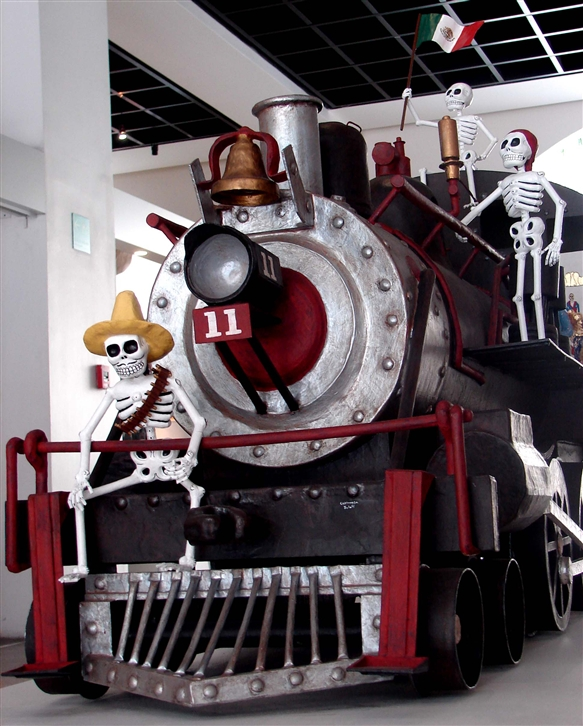
Скульптура зі скелетами, створена для Дня мерців в Музей де Арте популярні, Мехіко

День мерців почали відзначати на території сучасної Мексики ще за часів таких автохтонних народів, як ольмеки та мая. На думку вчених, ритуали, пов'язані з вшануванням померлих, відзначалися ще 2 500 — 3 000 тому. У період перед іспанською колонізацією населення часто тримало справжні черепи померлих як своєрідну сімейну реліквію, і їх часто демонстрували під час різних ритуалів, де вони мали символізувати смерть та воскресіння.
За часів імперії ацтеків, свято, схоже на День мерців, святкувалося на дев'ятому місяці ацтекського календаря, яке припадає на сучасний серпень. Ацтеки святкували його цілий місяць, під час котрого вшановувалася Міктекакіуатль, богиня мерців. У сучасній міфології цій богині відповідає символ Катріни. У багатьох місцевостях Мексики це святкування триває два дні: 1 листопада вшановують померлих дітей та немовлят, який ще називають Днем янголят (ісп. Día de los Angelitos). 2 листопада, у День померлих (ісп. Día de los Difuntos) вшановують усіх дорослих мерців.

### Традиції святкування
Цього дня люди створюють вівтарі на честь померлих родичів, які прикрашають черепами з цукру, вербеною, улюбленими напоями та стравами померлих. Кладовища прикрашають стрічками та квітами, шлях до будинків померлих родичі заставляють свічками, щоб мерці змогли знайти шлях додому.
У параді, присвяченому вшануванню мертвих, беруть участь люди різного віку цілими родинами. Жінки за допомогою макіяжу створюють образ Катріни, елегантного жіночого скелета, популярного у мексиканській культурі. Учасники параду оточують себе чорнобривцями. Ці квіти мають провадити души мертвих своїм яскравим кольором та запахом.

## Культурне та релігійне значення
Багато з тих, хто відзначає це свято вірять, що у День мерців душі померлих мають можливість відвідати тих, хто залишився жити. Цього дня відвідують цвинтарі з тим, щоб поспілкуватися з душами померлих, на могилах будують вівтарі з фотографіями та реліквіями, приносять улюблені напої та їжу померлих. Все це робиться для того, щоб заохотити душу померлого відвідати живих. Іноді святкування набувають жартівливого забарвлення, коли родичі померлих пригадують у вівтарях та обставинах святкування кумедні чи веселі факти з життя померлого.
Як правило, до свята готуються протягом цілого року, коли потроху збирають речі, які мають бути на вівтарі померлого. Під час святкування 1-го та 2-го листопада рідні прибирають та прикрашають пожертвуваннями з квітів та фруктів могили померлих. Дуже часто в прикрасах на могилах використовують спеціальні квіти — помаранчеві чорнобривці, які, як вважається, притягують душі померлих. У Мексиці ці квіти мають назву «Квіти мерців» (ісп. Flor de Muerto). У День ангелят приносять іграшки для дітей та солодощі. Для дорослих найпоширенішим пожертвуванням є текіла, пиво та інші алкогольні напої.

## У мистецтві
- Твори Рея Бредбері «В переддень усіх святих», «День мерців», «Наступний», «Цукровий череп».
- Пісня Voltaire «Day of the Dead» та її іспаномовний варіант «Dia des los Muertos».
- Пісня Inkubus Sukkubus «Dia des los Muertos».
- Пісня Hammerfall «Dia des los Muertos».
- Пісня Grave Digger «Dia des los Muertos».
- З Днем мерців пов'язана сюжетна лінія одного з епізодів мультсеріалу «Ель Тигре: Пригоди Менні Рівери» (епізод «Grave Escape».
- Події мультфільму «Книга життя» відбуваються під час Дня мерців за участі Катріни та Шибальби.
- День мерців і мексиканська культура шанування мертвих стали основою для сюжету гри Grim Fandango.
- Фільм «007: Спектр» починається зі сцени, де Джеймс Бонд зупиняє терористичний акт під час святкування Дня мерців у Мексиці.
- Пісня гурту Оргія Праведників «Flores de Muertos».
- У кліпах Неллі Фуртаду «Day and night» й Lilly Wood and The Prick «Prayer in C» використовується грим, традиційний для Дня мерців.
- У мультфільмі  «Легенда Навали» події відбуваються під час святкування Дня мерців.
- У мультфільмі  «Коко» сюжет розгортається під час святкування Дня мерців у Мексиці.

## Вівтарі

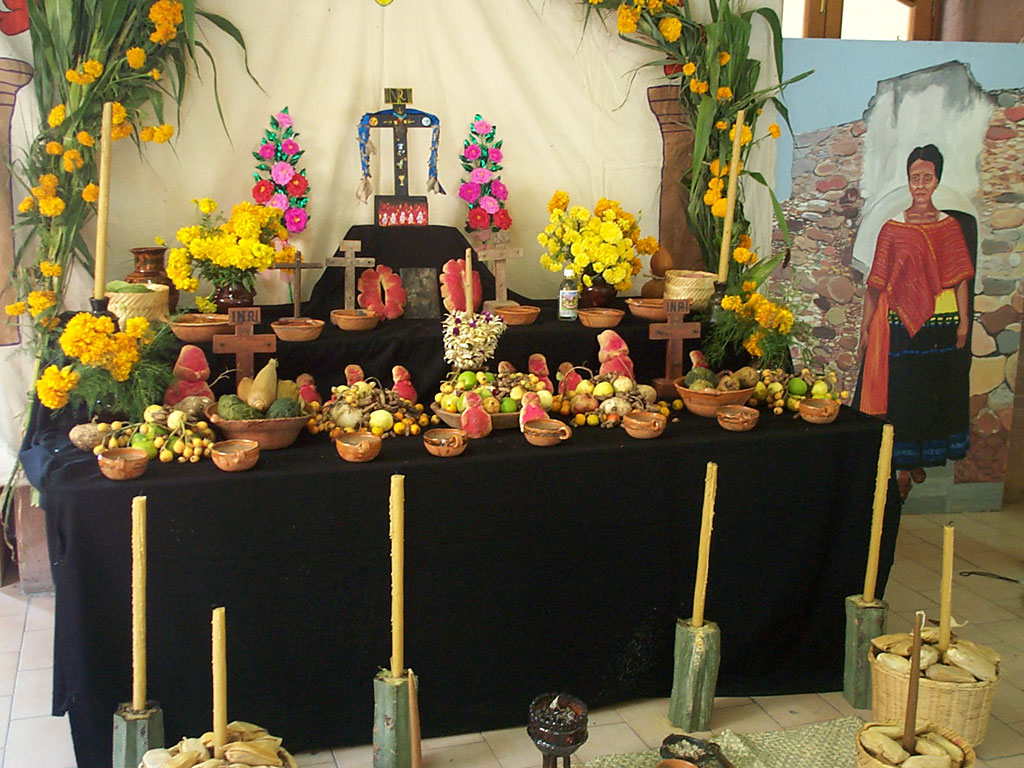
Католицький вівтар мертвих
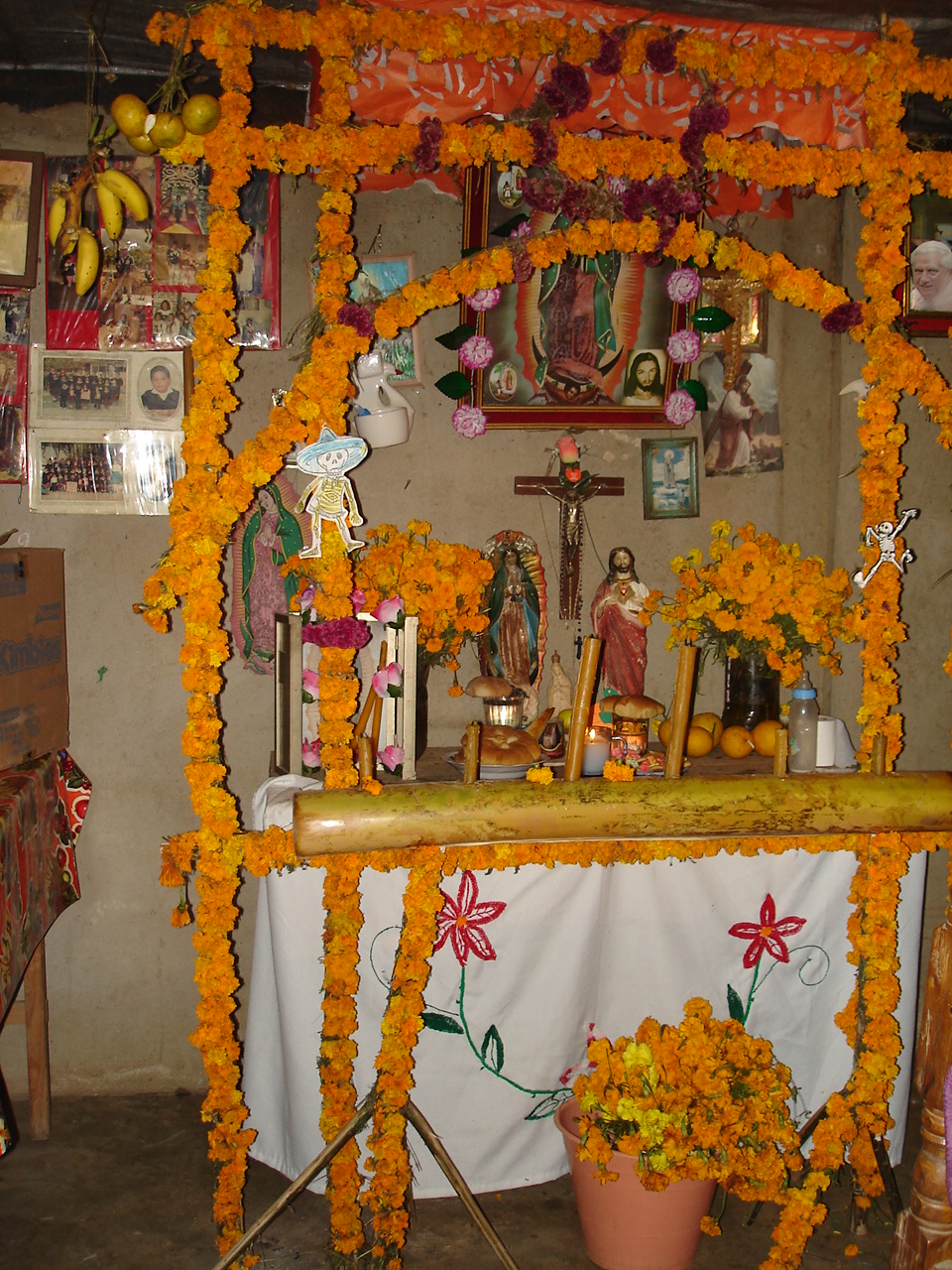
Традиційний вівтар в Ідальго
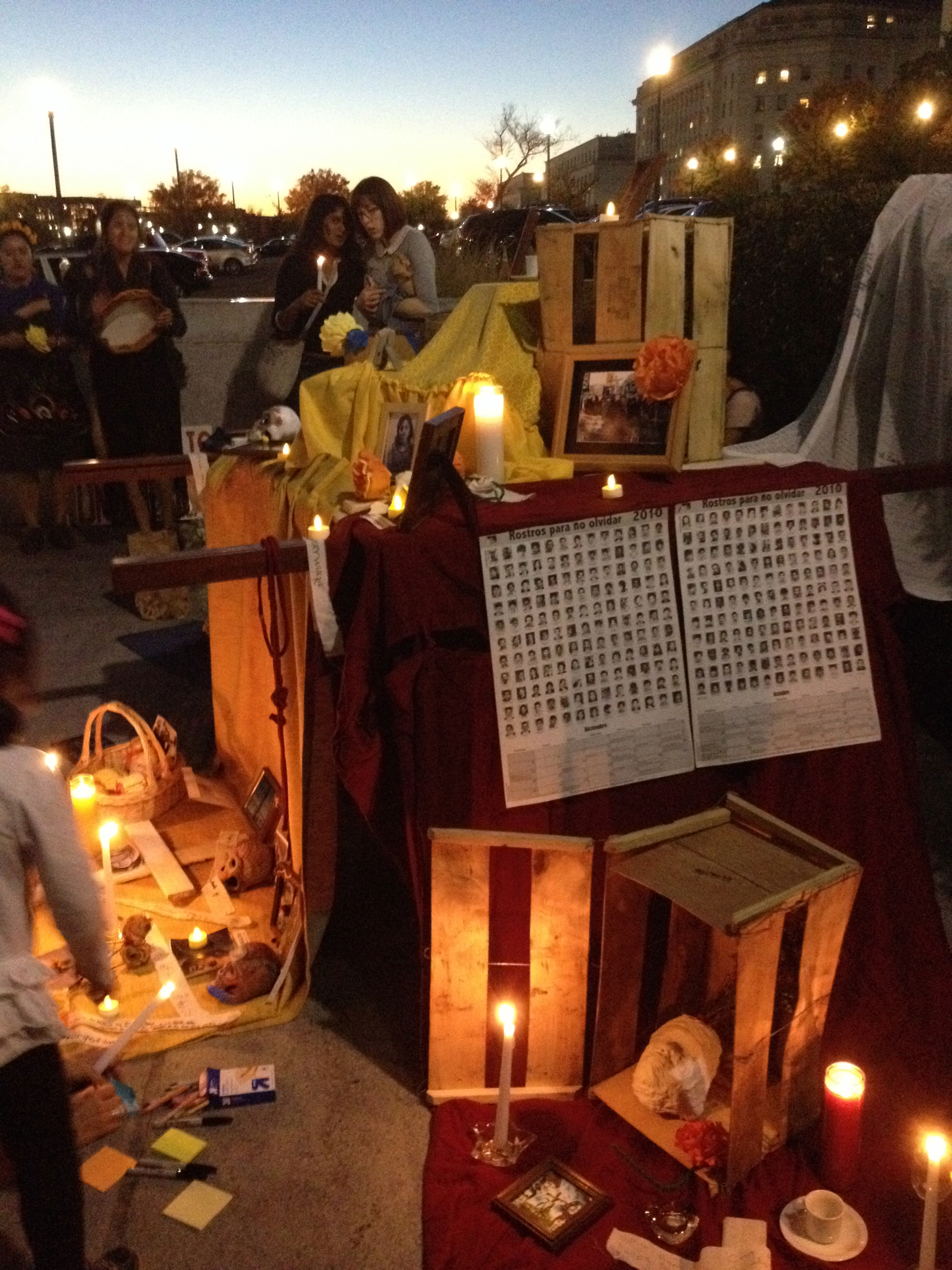
День мертвих, Вашингтон, округ Колумбія, 2013
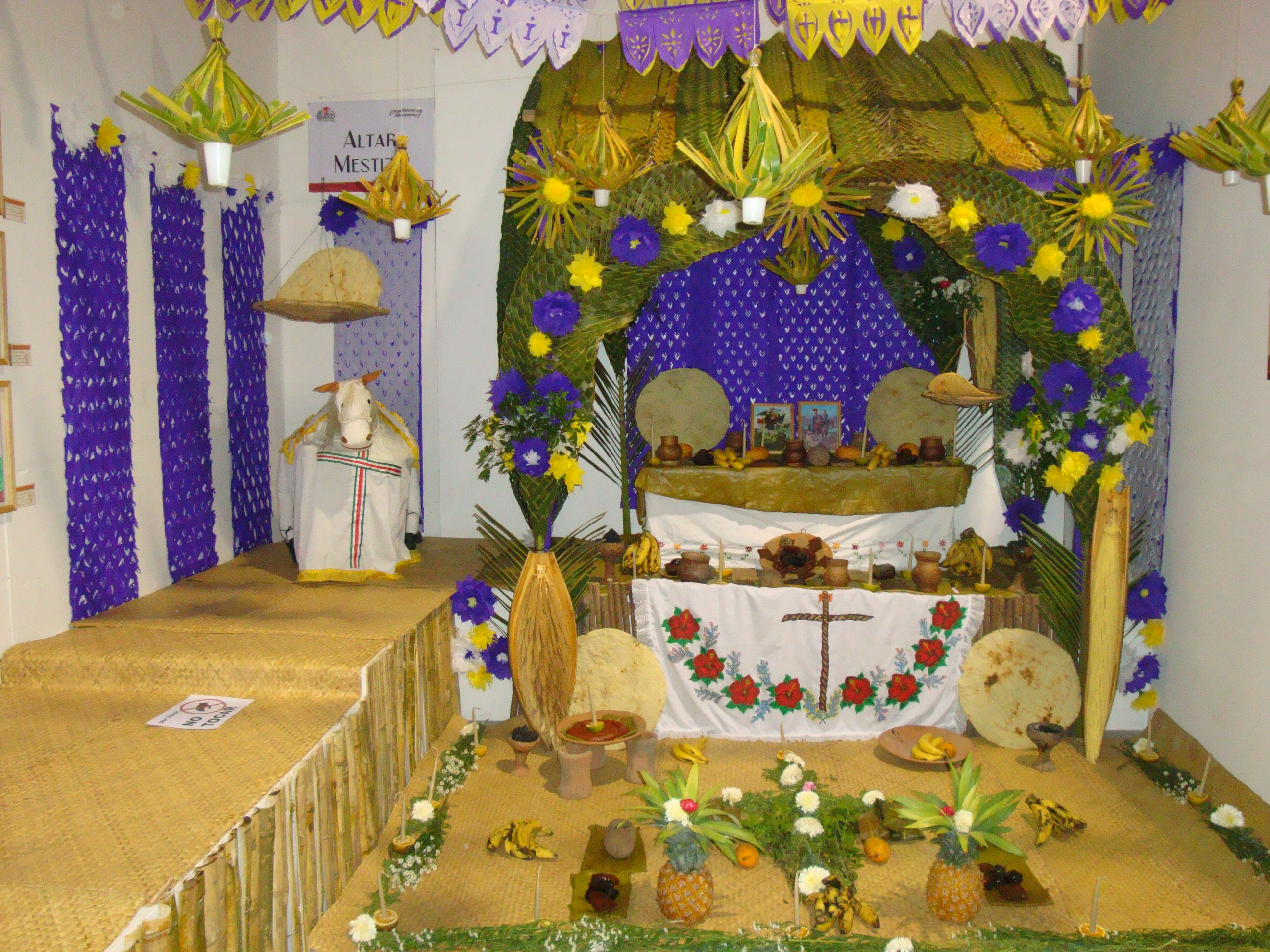
Вівтар у Табаско
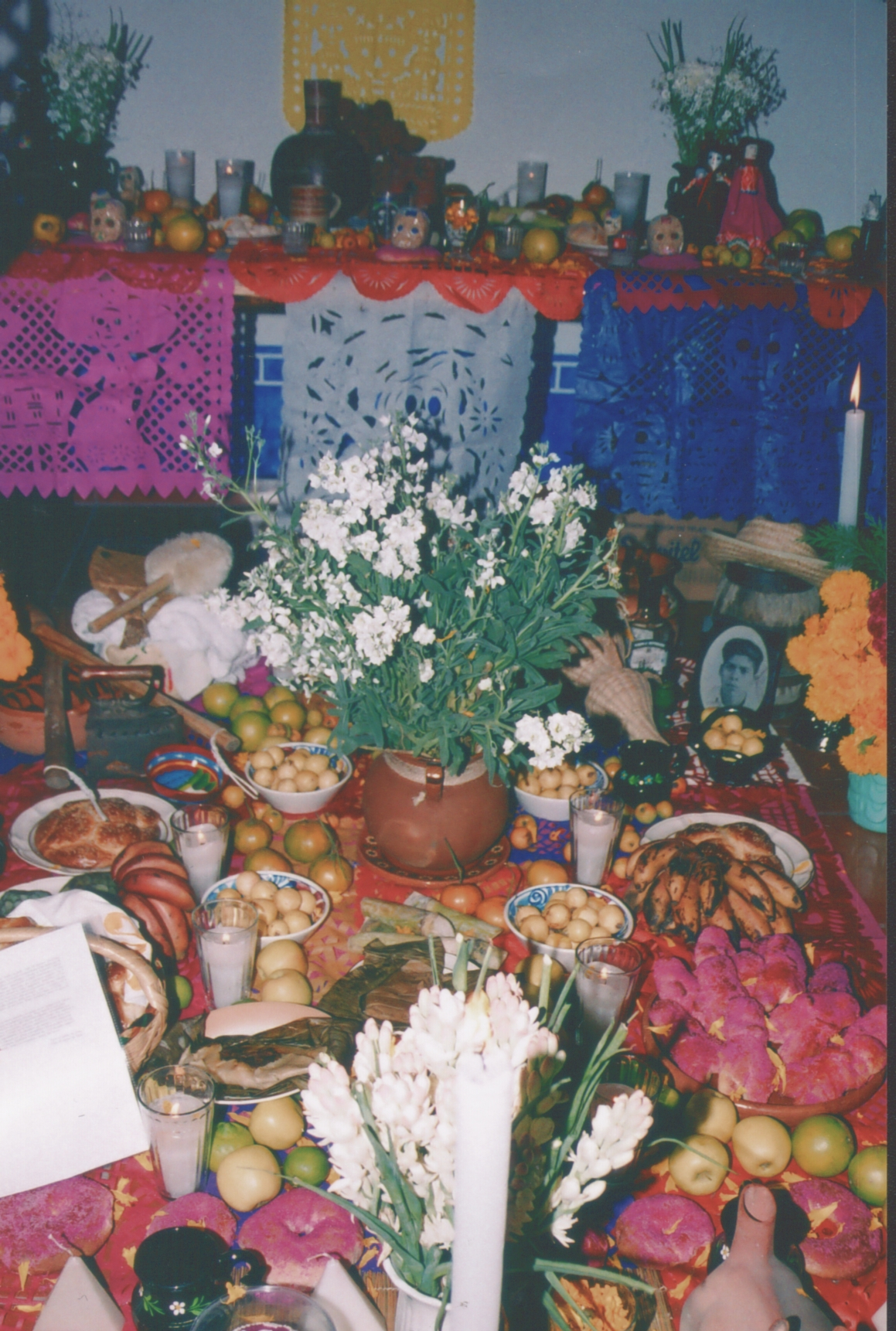